# Хелимоди (Населица)
Вижте пояснителната страница за други значения на Хелимоди.
Хелимоди (на гръцки: Χελιμόδι) е бивше село в Република Гърция, в дем Горуша (Войо), област Западна Македония.

## География
Хелимоди е било разположено на левия бряг на река Бистрица (Алиакмонас) в западното подножие на Синяк (Синяцико). 

## История
В XIX век селото е чифлик.
През Балканската война в 1912 година в селото влизат гръцки части и след Междусъюзническата в 1913 година Хелимоди остава в Гърция. На 31 декември 1918 година година става част от община Вратин. Селото е закрито на 16 май 1928 година.
| Година    | 1913 | 1920 | 1928 | 1940 | 1951 | 1961 | 1971 | 1981 | 1991 | 2001 | 2011 | 2021 |
| --------- | ---- | ---- | ---- | ---- | ---- | ---- | ---- | ---- | ---- | ---- | ---- | ---- |
| Население |      | 3    |      |      |      |      |      |      |      |      |      |      |